# Reda Kateb
Reda Kateb   (14è districte de París, 15 de gener de 1977) és un actor francès. El 2015 va guanyar el César al millor actor secundari amb la pel·lícula Hippocrate.

## Biografia
Reda Kateb és fill de Malek-Eddine Kateb, un actor algerià que va emigrar a França, i de Françoise Reznicek, una infermera d'origen txec i italià.
Va començar la seva carrera artística al teatre als vuit anys, interpretant tant els clàssics com obres contemporànies. Als quinze anys va interpretar una adaptació teatral de Moha le fou, Moha le sage, escrita per Tahar Ben Jelloun i dirigida pel seu pare.
El 2003, Reda Kateb va dirigir Le poète encerclé, una obra del seu besoncle Yacine Kateb, fundador de la literatura algeriana moderna amb Nedjma, el 1956. Afirma estar especialment influenciat en la seua professió per Jean Gabin i les pel·lícules de Jean-Pierre Melville.
El 2012, a la pel·lícula estatunidenca Zero Dark Thirty de Kathryn Bigelow, va interpretar un terrorista del qual la CIA n'extreu informació sobre Al-Qaida.
El seu físic i els seus orígens, però, li van comportar ser classificat a la categoria d'acteur communautaire i interpretar molts personatges criminals o marginals. Els seus papers com a raper gàngster a Gears, com a pres gitano a Un profeta, com a terrorista a Zero Dark Thirty o com a capo a Mafiosa li aporten una imatge de «dur». Es va allunyar d'aquest registre per primera vegada interpretant el paper d'un homosexual àrab a la pel·lícula Guillaume i els nois, a taula! (2013) de Guillaume Gallienne.
L'any 2016 va protagonitzar la pel·lícula Les Beaux Jours d'Aranjuez, de Wim Wenders, seleccionada a la 73a Mostra Internacional de Cinema de Venècia. El 2017, va interpretar Django Reinhardt a la pel·lícula Django d'Étienne Comar, que va obrir el 67è Festival Internacional de Cinema de Berlín. Per les exigències d'aquest paper, va aprendre a tocar la guitarra durant més d'un any amb el professor Guillaume Aknine i va conèixer la comunitat gitana de Forbach.
Al 70è Festival Internacional de Cinema de Canes va ser membre del jurat Un certain regard, presidit per l'actriu i productora Uma Thurman. Va tornar a treballar amb Wim Wenders a la pel·lícula Submergence (2018), en la qual va interpretar a un dels terroristes somalis que tresoren un ostatge interpretat per James McAvoy.